# The 7/27 Tour
Die The 7/27 Tour ist die zweite Konzerttournee der US-amerikanischen Girlgroup Fifth Harmony. Bei der Tournee wird das zweite Studioalbum der Band, 7/27, vorgestellt. Sie begann am 22. Juni 2016 in Lima und endet am 4. November 2016 in Frankfurt.

## Vorgruppen
- Mariana Espósito (Chile)[1]
- JoJo (Nordamerika)[2]
- Victoria Monet (Nordamerika)[3]

## Konzerte
| Datum              | Stadt            | Land               | Veranstaltungsort                               | Vorband             | Besucherzahl | Einnahmen  |
| Südamerika         | Südamerika       | Südamerika         | Südamerika                                      | Südamerika          | Südamerika   | Südamerika |
| ------------------ | ---------------- | ------------------ | ----------------------------------------------- | ------------------- | ------------ | ---------- |
| 22. Juni 2016      | Lima             | Peru               | Anfiteatro del Parque de la Exposición          |                     | –            | –          |
| 24. Juni 2016      | Santiago         | Chile              | Movistar Arena                                  | Lali                | –            | –          |
| 26. Juni 2016      | Buenos Aires     | Argentinien        | Luna Park                                       | …                   | –            | –          |
| 28. Juni 2016      | Porto Alegre     | Brasilien          | Pepsi on Stage                                  | …                   | –            | –          |
| 29. Juni 2016      | Curitiba         | Brasilien          | Expo Unimed                                     | …                   | –            | –          |
| 1. Juli 2016       | Rio de Janeiro   | Brasilien          | Vivo Rio                                        | …                   | –            | –          |
| 3. Juli 2016       | Brasília         | Brasilien          | NET Live                                        | …                   | –            | –          |
| 5. Juli 2016       | São Paulo        | Brasilien          | Espaço das Américas                             | …                   | –            | –          |
| Nordamerika        |                  |                    |                                                 |                     |              |            |
| 27. Juli 2016      | Manchester       | Vereinigte Staaten | Verizon Wireless Arena                          | JoJo Victoria Monet | —            |            |
| 28. Juli 2016      | Boston           | Vereinigte Staaten | Blue Hills Bank Pavilion                        | JoJo Victoria Monet | —            |            |
| 29. Juli 2016      | Fairfax          | Vereinigte Staaten | EagleBank Arena                                 | JoJo Victoria Monet | —            |            |
| 30. Juli 2016      | Uncasville       | Vereinigte Staaten | Mohegan Sun Arena                               | JoJo Victoria Monet | —            |            |
| 2. August 2016     | Brooklyn         | Vereinigte Staaten | The Amphitheater at Coney Island Boardwalk      | JoJo Victoria Monet | —            |            |
| 3. August 2016     | Darien           | Vereinigte Staaten | Darien Lake Performing Arts Center              | JoJo Victoria Monet | —            |            |
| 5. August 2016     | Bangor           | Vereinigte Staaten | Darling's Waterfront Pavilion                   | JoJo Victoria Monet | —            |            |
| 6. August 2016     | Providence       | Vereinigte Staaten | Dunkin' Donuts Center                           | JoJo Victoria Monet | —            |            |
| 7. August 2016     | Camden           | Vereinigte Staaten | BB&T Pavilion                                   | JoJo Victoria Monet | —            |            |
| 9. August 2016     | Cleveland        | Vereinigte Staaten | Jacobs Pavilion                                 | JoJo Victoria Monet | —            |            |
| 11. August 2016    | Toronto          | Kanada             | Molson Canadian Amphitheatre                    | JoJo Victoria Monet | —            |            |
| 13. August 2016    | Rochester Hills  | Vereinigte Staaten | Meadow Brook Amphitheatre                       | JoJo Victoria Monet | —            |            |
| 14. August 2016    | Noblesville      | Vereinigte Staaten | Klipsch Music Center                            | JoJo Victoria Monet | —            |            |
| 16. August 2016    | Charlotte        | Vereinigte Staaten | Charlotte Metro Credit Union Amphitheatre       | JoJo Victoria Monet | —            |            |
| 18. August 2016    | Virginia Beach   | Vereinigte Staaten | Veterans United Home Loans Amphitheater         | JoJo Victoria Monet | —            |            |
| 19. August 2016    | Raleigh          | Vereinigte Staaten | Red Hat Amphitheater                            | JoJo Victoria Monet | —            |            |
| 21. August 2016    | Nashville        | Vereinigte Staaten | Carl Black Chevy Woods Amphitheater at Fontanel | JoJo Victoria Monet | —            |            |
| 23. August 2016    | Atlanta          | Vereinigte Staaten | Chastain Park Amphitheatre                      | JoJo Victoria Monet | —            |            |
| 25. August 2016    | Tampa            | Vereinigte Staaten | MIDFLORIDA Credit Union Amphitheatre            | JoJo Victoria Monet | —            |            |
| 26. August 2016    | West Palm Beach  | Vereinigte Staaten | Perfect Vodka Amphitheatre                      | JoJo Victoria Monet | —            |            |
| 31. August 2016    | Chicago          | Vereinigte Staaten | FirstMerit Bank Pavilion                        | JoJo Victoria Monet | —            |            |
| 1. September 2016  | Kansas City      | Vereinigte Staaten | Starlight Theatre                               | JoJo Victoria Monet | —            |            |
| 2. September 2016  | Maryland Heights | Vereinigte Staaten | Hollywood Casino Amphitheatre                   | JoJo Victoria Monet | —            |            |
| 4. September 2016  | Dallas           | Vereinigte Staaten | Gexa Energy Pavilion                            | JoJo Victoria Monet | —            |            |
| 5. September 2016  | The Woodlands    | Vereinigte Staaten | Cynthia Woods Mitchell Pavilion                 | JoJo Victoria Monet | —            |            |
| 6. September 2016  | Midland          | Vereinigte Staaten | Midland County Horseshoe Arena                  | JoJo Victoria Monet | —            |            |
| 8. September 2016  | Phoenix          | Vereinigte Staaten | Ak-Chin Pavilion                                | JoJo Victoria Monet | —            |            |
| 9. September 2016  | Irvine           | Vereinigte Staaten | Irvine Meadows Amphitheatre                     | JoJo Victoria Monet | —            |            |
| 10. September 2016 | Concord          | Vereinigte Staaten | Concord Pavilion                                | JoJo Victoria Monet | —            |            |
| 13. September 2016 | Auburn           | Vereinigte Staaten | White River Amphitheatre                        | JoJo Victoria Monet | —            |            |
| 14. September 2016 | Ridgefield       | Vereinigte Staaten | Sunlight Supply Amphitheater                    | JoJo Victoria Monet | —            |            |
| 16. September 2016 | San Diego        | Vereinigte Staaten | Cal Coast Credit Union Open Air Theatre         | JoJo Victoria Monet | —            |            |
| 17. September 2016 | Las Vegas        | Vereinigte Staaten | The Joint                                       | JoJo Victoria Monet | —            |            |
| Europa             |                  |                    |                                                 |                     |              |            |
| 16. Oktober 2016   | Lissabon         | Portugal           | Campo Pequeno                                   | …                   | —            | —          |
| 18. Oktober 2016   | Marseille        | Frankreich         | Le Dome                                         | …                   | —            | —          |
| 19. Oktober 2016   | Genf             | Schweiz            | Geneva Arena                                    | …                   | —            | —          |
| 21. Oktober 2016   | Köln             | Deutschland        | Palladium                                       | …                   | —            | —          |
| 22. Oktober 2016   | Kopenhagen       | Dänemark           | Falconer                                        | …                   | —            | —          |
| 23. Oktober 2016   | Stockholm        | Schweden           | Annexet                                         | …                   | —            | —          |
| 24. Oktober 2016   | Oslo             | Norwegen           | Oslo Spektrum                                   | …                   | —            | —          |
| 26. Oktober 2016   | Esch-sur-Alzette | Luxemburg          | Rockhal                                         | …                   | —            | —          |
| 27. Oktober 2016   | Amsterdam        | Niederlande        | Heineken Music Hall                             | …                   | —            | —          |
| 29. Oktober 2016   | Antwerpen        | Belgien            | Lotto Arena                                     | …                   | —            | —          |
| 30. Oktober 2016   | Zürich           | Schweiz            | Hallenstadion                                   | …                   | —            | —          |
| 1. November 2016   | Paris            | Frankreich         | Zénith                                          | …                   | —            | —          |
| 2. November 2016   | München          | Deutschland        | Zenith                                          | …                   | —            | —          |
| 3. November 2016   | Berlin           | Deutschland        | Columbiahalle                                   | …                   | —            | —          |
| 4. November 2016   | Frankfurt        | Deutschland        | Jahrhunderthalle                                | …                   | —            | —          |
| INSGESAMT          | INSGESAMT        | INSGESAMT          | INSGESAMT                                       | INSGESAMT           | —            | —          |